# NGC 5516
NGC 5516 este o galaxie lenticulară situată în constelația Centaurul. A fost descoperită în 1 iulie 1834 de către John Herschel. Se află la o distanță de 57,68 de megaparseci de Pământ.